# Almonte (Canada)
Almonte è una ward dell'Ontario. Si trova a 50 km sudovest da Ottawa. Nel 2007 vi risiedevano 5 000 abitanti.
È stata fondata nel 1819 da David Shepherd e da lui ha preso il nome originario, Shepherd's Fells. Fino al 1º gennaio 1998 era una città, poi è stata inclusa alla città di Mississippi Mills.
È la città in cui nacque James Naismith, l'inventore della pallacanestro.